# كلية الطب (جامعة بابل)
تأسست كلية الطب في جامعة بابل في العام 1993 في بناية داخل الحرم الجامعي المركزي ثم تم بناء بناية جديدة لها في منطقة الإسكان في الحلة بالقرب من مستشفى الحلة الجراحي، وتم تحويل المستشفيات الرئيسية الثلاث في الحلة إلى مستشفيات تعليمية وهي:
1- مستشفى مرجان التعليمي للامراض الباطنية والصدرية
2- مستشفى الحلة الجراحي التعليمي
3- مستشفى بابل للنسائية والاطفال التعليمي

## الدراسة بها
تكون الدراسة في كلية الطب في جامعة بابل مشابهة لباقي كليات الطب في العراق من حيث أنها مؤلفة من 6 مراحل دراسية تبدأ بالعلوم الأساسية كالكيمياء الحياتية والفيزياء الطبية وعلم وظائف الأعضاء (الفسلجة) في أول مرحلتين ومن ثم تتدرج إلى فروع الطب المختلفة في المراحل التالية. ويكون تطبيق التدريب السريري ابتداءً من المرحلة الثالثة.
يتم دراسة مادة التشريح في المرحلتين الأولى والثانية دون الاستعانة بجثث حقيقيه. حيث تم الاستعاضة عن الجثث بنماذج بلاستيكية مجسمة يمكن تفكيكها وإعادة تركيبها مما يسهل للطالب إستيعاب الموضوع بأفضل صورة. ولم يكتف اساتذة التشريح في الكلية بهذه الوسيلة فقد عرجوا إلى استخدام ما يسمى بامتحان الداتا الذي يتم فيه عرض جثث حقيقية على شاشات العرض ويمتحن فيها الطالب بعد أن يستعين بأطلس طبي.
تصدر كلية الطب سنوياً مجلة تحمل اسم (مجلة بابل الطبية) والتي تقوم بنشر ملخصات بحوث قام بها طلبة مع تدريسيين من اماكن مختلفة والتي تختص بالمواضيع الطبية المختلفة
و تحتوي كلية الطب على تدريسيين اكفاء حاصلين على شهادات عالمية ورصينة ولهم دور راقي ومعروف على المستوى المحلي والقطري.
تقيم كلية الطب كل عام ابتداءاً من عام 2016 مؤتمراً طبياً سنوياً يتناول اخر المستجدات في الطب بمشاركة مختلف كليات الطب في العراق وكليات طب من دول آخرى.

## وصلات خارجية
- http://www.uobabylon.edu.iq